# Copestylum horvathi
Copestylum horvathi är en tvåvingeart som först beskrevs av Szilady 1926.  Copestylum horvathi ingår i släktet Copestylum och familjen blomflugor.
Artens utbredningsområde är Kuba. Inga underarter finns listade i Catalogue of Life.